# Рошана Хоссейни
Рошанака Хоссейни (род. 10 января 1993 в Фалуне Швеция) — шведская певица и поэт-песеник.

## Биография
Рошанака родилась в Швеции. Она была участником поп-группы Stockholm Syndrome до ноября 2010. Рошанака росла в шведском городе Фалуне, в 15 лет переезжает в Стокгольм. В Стокгольме она поступила в Начальную школу культуры. Рошанака в 12 лет стала победителем на конкурсе музыкальных талантов Lingman & Co с песней «Ta min hand». Рошанака была членом группы Stockholm Syndrome, коллектив выпустил сингл с таким же названием. 29 ноября 2010 года она опубликовала в своём Facebook что покидает женскую поп-группу Stockholm Syndrome.

## Дискография

### Сингл с группой Stockholm Syndrome
- 2010: «Stockholm Syndrome»

### Синглы
- 2007: «Ta min hand»
- 2011: «My Heart Is Refusing Me» (кавер-версия Loreen)